# Шефика Коркут-Шуње
Шефика Коркут-Шуње (Травник, 1932/1933 — 17. фебруар 2022) била је југословенска и босанскохерцеговачка позоришна и телевизијска глумица.

## Биографија
Рођена је 1932. или 1933. године у Травнику. Првобитно је глумила двије године у НП Шибеник. У НП Зеница играла је од 1956. године, пензионисала се 30. марта 1991. године, али и даље наставила да глуми у ратним представама (многе са колегом и пријатељем Жарком Мијатовићем, нпр. Божићна прича) као и послије Рата у БиХ у представама и на телевизији (глумила је Рахиму у Визи за будућност 2005—06, те бабу у Црној хроници 2006). Има диплому сарајевске глумачке средње школе, а на аудицију се пријавила као 18-годишњакиња. У каријери је, између осталих, утјеловила улоге — како их сама издваја — Коштана, Глорија (Маринковић), Аманда (Стаклена менажерија); такође је глумила дадиљу у награђиваној драми Свети Сава Синише Ковачевића (режија: Владимир Милчин). Режирала је омладинску представу Бошњачка свадба, изведену у организацији БЗК Препород у швајцарском мјесту Шмерикон, као и још неколицину представа. Данас држи радионице са пријатељицама.
Приватни живот
Породица (стричеви и др.) јој потиче од Коркута из Травника, који су били утицајни у историји муслимана и јевреја БиХ. Отац јој се звао Хамдија и за разлику од своје браће радио је свјетовне послове. Мајка је из породице Арнаутовића и у сродству је са утицајним Зеничанином Езхером Езом Арнаутовићем (по којем зенички булевар данас носи име); погинула је 1944. године у гранатирању Травника од Савезника, док је она имала 11 година. Коркут-Шуње има таленат за пјевање, а учествовала је и на приредбама (и тако открила позив за аудицију). Надимак јој је Фика. Има једну ћерку и унука.